# Awanuia (slak)
Awanuia is een geslacht van weekdieren uit de klasse van de Gastropoda (slakken).

## Soorten
- Awanuia dilatata Powell, 1927
- Awanuia porcellana Ponder, 1967
- Awanuia tenuis Laws, 1936 †